# Oued M’Goun
Der Oued M’Goun ist ein rechter Nebenfluss des Dades im oberen Draa-Tal.

## Verlauf
Der Oued M’Goun hat seine Quellen an der Ostflanke des Jbel M’Goun, in der Region Drâa-Tafilalet. Er fließt zunächst in nordöstliche Richtung. Dann knickt er um 90° nach Südosten ab. An der Mündung seines größten Nebenflusses, dem Assif-n’Ait-Ahmed, dreht der Fluss nach Südwesten. Wenig später dreht er gen Süden und mündet schließlich bei El-Kelâa M’Gouna in den Dades.

## Hydrometrie
Die Abflussmenge des Oued M’Goun wurde an der Station Ifre, bei einem großen Teil des Einzugsgebietes, über die Jahre 1964 bis 1987 in m³/s gemessen (Werte aus Diagramm abgelesen).